# Tell
Tell ali tel  (arabsko تلّ, latinizirano: tal, dob. 'gomila, grič', hebrejsko תֵּל, latinizirano: hrib, turško hüyük, höyük, tepe, dob. 'grič') je vrsta arheološke gomile, ki je nastala zaradi več stoletij ponavljajočih se obdobij naselitve in opustitve istega naselitvenega mesta. Klasični tel ima obliko prisekanega stožca s položnimi pobočji. Izraz se uporablja predvsem na Bližnjem vzhodu, kjer pogosto tvori prvi del  krajevnega imena.

## Arheologija
Tell je grič, ki so ga ustvarile številne generacije ljudi, ki so živeli, podirali in ponovno gradili na istem mestu. Nivo tal se je sčasoma dvignil in nastal je grič. Največji prispevek k masi tela so dali zidaki iz blata, ki hitro razpadejo. Izkopavanje tela lahko razkrije pokopane zgradbe, na primer javne in vojaške zgradbe, svetišča in bivališča. Zgradbe so, odvisno od njihovega nastanka, zakopane različno globoko. Lahko se prekrivajo v vodoravni in navpični smeri ali v obeh smereh. Arheološka izkopavanja telov lahko razkrijejo arhitekturo in namen zgradb in obdobja naselitev. Ker je izkopavanje telov destruktiven postopek, so geofiziki razvili nedestruktivne metode za kartografiranje telov.